# Schalldose

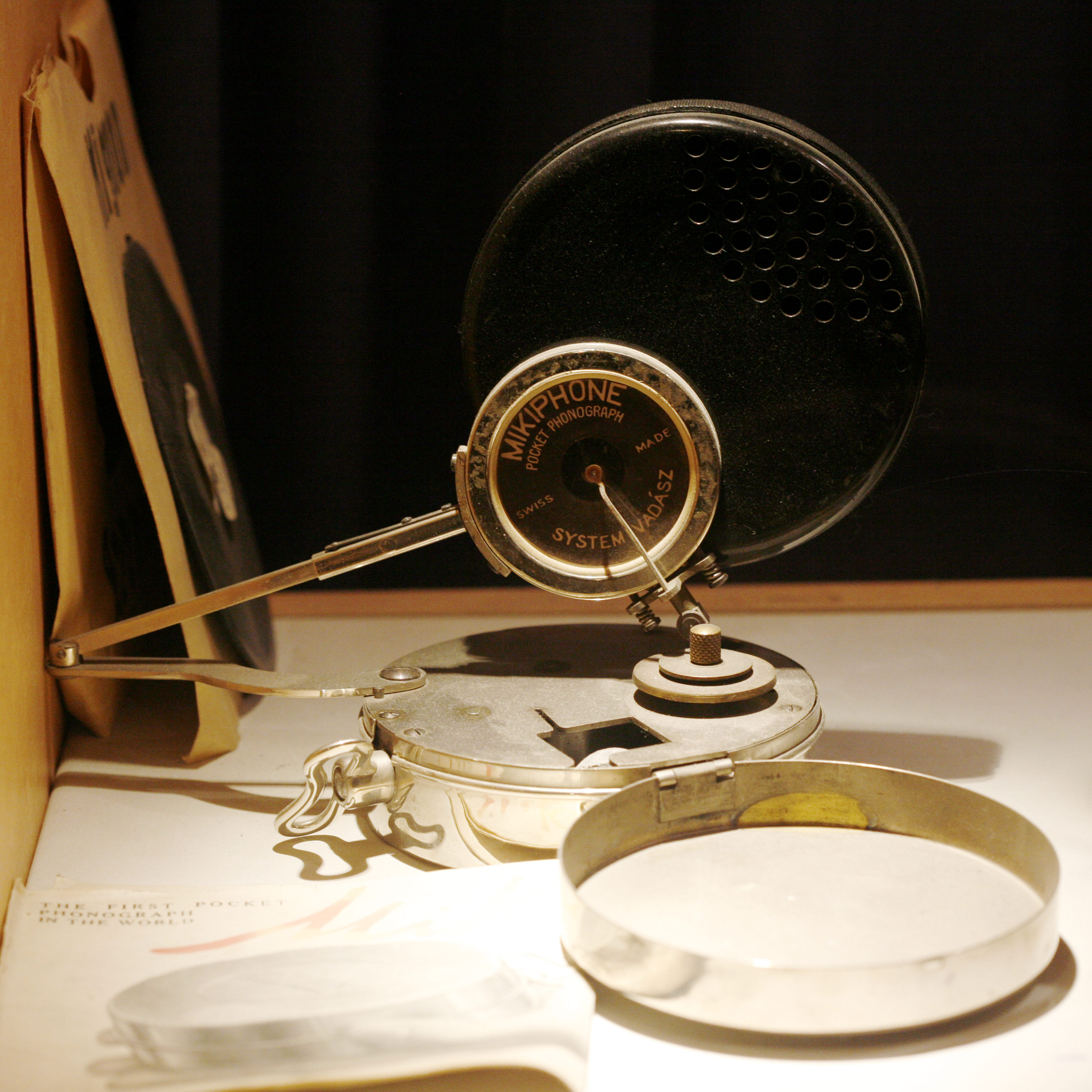
Schalldose mit Bakelit Schallresonator eines Mikiphones der Firma Paillard & Cie aus Sainte-Croix in der Schweiz.

Eine Schalldose, im englischen Sound Box, war ein akustisch-mechanisches Bauteil des von Thomas Alva Edison entwickelten Phonographen, das dem Aufzeichnen und der Wiedergabe von Schallwellen diente. Mit Aufkommen der Elektronenröhre und der damit einhergehende Möglichkeit der Verstärkung von Tonsignale wurden die mechanischen Schalldosen allmählich durch elektrische Schalldosen ersetzt, aus denen wiederum die heute gebräuchlichen Tonabnehmersysteme hervorgegangen sind.

## Mechanische Schalldose

### Allgemein
Generell lässt sich feststellen, dass die Funktionsweise einer mechanischen Schalldose auf der Erkenntnis Edisons beruht, dass gesprochene Worte Arbeit verrichten können. Ein Gedanke, der Edison ergriff, als dieser mit den dünnen Membranen experimentierte, welche in den Hörern der von Alexander Graham Bell entwickelten Telefone verbaut waren und dort der Schallumsetzung dienten. Seine Idee baulich in die Tat umsetzend, konstruierte Edison eine erste Schalldose mit einem senkrecht auf der Membranoberfläche sitzenden und in der Mitte zentrierten Stift. Mit dieser Konstruktionsweise gelang es nunmehr die sinusförmigen Schallwellen, die auf die Membran trafen, mechanisch in einen Tonträger zu gravieren, zu konservieren und je nach Bedarf wieder abzuspielen.
Im Laufe ihrer Entwicklungsgeschichte bestanden die verwendeten Schalldosen in der Regel aus flachen Gehäusen, gefertigt in den Materialien Messing oder Aluminium, manchmal auch in Holz, die auf der einen Seite eine Öffnung für den Anschluss eines Schallleitsystems (Trichter, Schlauch oder Tonarm) aufwiesen und auf der gegenüberliegenden Seite mit einer meist in Gummi gefassten Membran verschlossen waren. Hierbei war von Bedeutung, dass die aus Glimmer, Glas, Kupfer oder Aluminium bestehende Membran frei schwingend gelagert sein musste. Sie durfte ausschließlich auf das Hebelsystem wirken, das sie mit dem Bauteil (Saphir oder Nadel) verband, das die Rille des Tonträgers entweder erzeugte oder durch sie glitt. Jeglicher Kontakt zu anderen festen Gehäuseteilen hätte die Funktion des Aufnehmens oder Wiedergebens von Schall massiv beeinträchtigt.

### Spezifisch

#### Phonograph und Graphophon
Die von Edison entwickelten Schalldosen für Wachswalzen waren in Aufnahme- und Wiedergabe-Schalldosen getrennt, die je nach Verwendung ausgetauscht wurden, teilweise jedoch auch auf einem gemeinsamen Träger montiert waren und dann einfach durch seitliche Drehung gewechselt wurden. Sie wurden immer durch eine Führungsspindel über die Walze bewegt. Das war bei der Aufnahme notwendig, um überhaupt eine Rille erzeugen zu können, und schonte diese bei der Wiedergabe in gewissem Umfang. Die Aufnahme-Schalldose (Recorder) war mit einem Trichter, die Wiedergabe-Schalldose (Reproducer) mit Hörschlauch oder Trichter ausgestattet. Bei späteren Modellen diverser Hersteller wurde teilweise auch auf die Führungsspindel verzichtet, da jene Geräte wie die Grammophone einzig zur Wiedergabe von Schall gedacht waren.
Für alle diese Modelle galt, wie bereits erwähnt, dass bei der Aufnahme der nahezu senkrecht zum Tonträger stehende scharfkantige Stichel – sinusförmig im Rhythmus der auf die Membran treffenden Schallwellen auf und ab schwingend – die Toninformation in die Tiefe des Aufzeichnungsmediums grub und bei der Wiedergabe ein abgerundeter Saphir die Membran der dafür spezialisierten Schalldose in Vibration versetzte und somit die aufgezeichneten Tonsignale wieder in hörbaren Schall umwandelte. Das beschriebe Aufzeichnungsverfahren nennt man wegen der Aufzeichnungsrichtung in die Tiefe des Tonträgers Tiefen- oder auch Edison-Schrift.
Das Graphophon, eine Weiterentwicklung des ersten Phonographen von Edison durch Chichester Bell und Charles Sumner Tainter, verwendete bauähnliche Schalldosen wie jener und infolgedessen auch die Tiefenschrift zur Aufzeichnung der Schallwellen in das Aufzeichnungsmedium. Es sei angemerkt, dass jenes zu Beginn der technischen Entwicklung aus einem Blatt Zinnfolie, aufgespannt auf einen um die eigene Achse rotierenden Metallzylinder (Zinnfolien-Phonograph oder Tin Foil Phonograph), später aus einer mit einer Wachsschicht bedeckten runden Walze aus Pappe (Graphophone) und wiederum nach deren Weiterentwicklung durch Edison vollständig aus Wachs bestand (Improved Phonograph oder Verbesserter Phonograph).

#### Grammophon
Mit der Wiederentdeckung des horizontalen Aufzeichnungsmediums – bereits Thomas Alva Edison, Chichester Bell und Charles Sumner Tainter experimentierten mit einer flachen Scheibe, auf der die Tonsignale allerdings in Tiefenschrift eingraviert waren – durch Emil Berliner und des von ihm parallel entwickelten Grammophons änderte sich das Konstruktionsprinzip der Schalldose dahingehend, dass die Nadel, je nach Bauart des Grammophons, in einem nach vorne geneigten Winkel von bis zu 60° (bezogen auf die Senkrechte) zum Tonträger stand, während sich ihre Membran im Verhältnis hierzu in seitlicher, dabei ebenfalls senkrechter Position zum Wiedergabemedium befand, sodass deren Oberfläche parallel zur Laufrichtung der Rille unter der Nadel stand. Die mechanische Umsetzung der in einer Wellenlinie aufgezeichneten Tonsignale erfolgte nunmehr über einen nötig gewordenen zusätzlichen Winkelhebel.
Die Schallrille war nicht mehr in der bis dahin gebräuchlichen Tiefenschrift ausgeführt, sondern in der von Berliner als wesentliche Neuerung eingeführten V-förmigen Seitenschrift. Diese ermöglichte in Verbindung mit einer exakten Nadelführung die bessere Umsetzung der mechanischen Rotationskraft des Motors in akustische Energie und infolgedessen höhere Lautstärken als der Phonograph und das Graphophon.
Anders als die Phonographen waren die im Handel angebotenen Grammophone nur für die Wiedergabe der nun massenhaft gepressten Tonträger, der Schallplatten, gedacht und wurden deshalb nur mit Wiedergabe-Schalldosen geliefert. Außerdem konnte dadurch auf Führungsspindeln verzichtet werden, wodurch die Konstruktion der Geräte deutlich einfacher und dadurch preisgünstiger gehalten werden konnte.
Von besonderer Bedeutung bei der von Berliner favorisierten Seitenschrift und der damit einhergehenden Positionierung der Schalldose ist deren Gewicht. Eine zu leichte Schalldose tastete die Tonrille unsauber ab, neigte zum Springen und geriet bei tiefen Frequenzen hörbar in Resonanz. Dem entgegen konnten zu schwere Schalldosen die Schellackplatten aufgrund von erhöhtem Verschleiß nachhaltig schädigen. Gleiches galt für die verwendeten Stahlnadeln, die in der Regel nur zum einmaligen Abspielen des Tonträgers geeignet waren, da sie schnell ihre ursprüngliche, in der Spitze abgerundete Form verloren und sich der V-Form der Schallplattenrille anpassten. Dieser Effekt begründet sich in der bewusst gewählten harten Materialmischung der Schellackplatten, um diese besser gegen die herkömmliche Abnutzung zu schützen.

## Doppelschalldosen
Doppelschalldosen und die in ihrem technischen Ziel der Erhöhung der Lautstärke gleich gelagerten Doppeltonarme existierten in den unterschiedlichsten Ausführungen. So wurden beispielsweise die Nadeln zweier getrennter Schalldosen kurz hintereinander positioniert und die abgetasteten Schallinformationen in einen gemeinsamen Trichter geführt. Auf dem gleichen Prinzip der Verdoppelung der Schallerzeugungsfläche basiert die Vereinigung zweier Membranen in einem Schalldosengehäuse, angesteuert über eine Abtastnadel. Auch hier wurden die abgegebenen Schallwellen über einen Trichter abgestrahlt, wobei generell anzumerken ist, dass diesbezüglich mit den unterschiedlichsten Konstruktionen, auch mit zwei und drei Trichtern experimentiert wurde.

## Elektrische Schalldose
Schon recht früh nach der Entwicklung des Phonographen war man in der Lage die eingravierten Tonsignale in elektrische Schwingungen umzuwandeln, indem man die Membran eines Mikrofons, mechanisch durch einen Hebel mit der Abtastnadel verbunden, die Tonrille abtasten ließ. Allerdings waren die elektrischen Signale derart schwach ausgeprägt, dass sie nur unter der Zuhilfenahme eines Kopfhörers zu vernehmen waren. Dies änderte sich erst mit der Einführung der Elektronenröhre, die nach 1918, in Verbindung mit Radiogeräten und den darin enthaltenen Verstärkern und Lautsprechern, in zunehmendem Maße Verbreitung fand.
Die Ersetzung der klassischen mechanischen Schalldose durch die elektrische Schalldose, wie anfänglich die Systeme zur elektromagnetischen Abtastung von Schallplatten bezeichnet wurden, war somit aufgrund der erheblichen Vorteile bezüglich der Schallplatten- und Nadelschonung, aufgrund des geringeren Gewichtes, sowie des besseren und individuell beeinflussbaren Frequenzgangs, nur eine Frage der Zeit. Im gleichen Zeitraum, indem sich der Übergang von der mechanisch-akustischen Abtastung hin zur elektrischen Abnahme von Schallwellen vollzog, bürgerte sich auch die Bezeichnung Tonabnehmer ein, der auch dahin gehend passender war, als dass kein direkter Schall mehr innerhalb einer Schalldose erzeugt und mittels eines Trichters hörbar an die Umgebung abgegeben wurde.